# SBI大学院大学
SBI大学院大学（えすびーあいだいがくいんだいがく、英語: SBI Graduate School）は、東京都港区六本木1-6-1 泉ガーデンタワー21階に本部を置く日本の私立大学。2008年創立、2008年大学設置。
2006年設立のSBIユニバーシティ株式会社を前身とし、その後設置者を学校法人SBI大学とする通信制の専門職大学院大学として開学した。
設置する研究科は「経営管理研究科 アントレプレナー専攻」で、修了後に「経営管理修士（専門職）」の学位が授与される。

## 教育理念

### 理念
1．社会の求める「あるべき人物像」の育成を見据え、理論に裏打ちされた実践的な学問としての「実学」を学びます。
2．実務家としての資質に欠くことのできない倫理的価値観や人間力を涵養するために、「徳育」を重視します。
3．これらの素養を備えた実務家の育成を通じ、日本経済の発展のみならず、国際的な場においてもリーダーシップを発揮できるようなプロフェッショナルを育成します。

### 教育研究上の目的
知育のみならず徳育を重視した教育及び実践的な学問を重視した教育を行なうことにより、 確たる倫理的価値観と実行力を伴う胆識を具備した人材を育成することとし、これらの素養を備えた実務家を通じ、日本のみならず 国際的な場面においてもリーダーシップを発揮できるようなプロフェッショナルを育成することにある。

### 学習目標
1．確たる倫理的価値観と実行力を伴う胆識を併せ持った能力を養う。
2．会社を起業したり、社内ベンチャーを起上げたりするために必要な理論、知識、分析能力を修得する。
3．国際化時代にあっても、リーダーシップが発揮できる能力を身につける。

## 沿革
（沿革節の主要な出典は公式サイト）
- 2006年（平成18年）5月 - SBI大学院大学の設立母体として、SBIユニバーシティ株式会社（SBIホールディングス株式会社の100％子会社）を設立
- 2007年（平成19年）
  - 4月 - SBIユニバーシティ株式会社が株式会社立大学としてのSBI大学院大学の設置を文部科学省に申請
  - 12月 - 文部科学省より学校法人SBI大学設立認可
- 2008年（平成20年）4月 - SBI大学院大学開学。SBIユニバーシティ株式会社はその目的を達したとしてSBIホールディングス株式会社に吸収合併。同社の業務は全て学校法人SBI大学が継承
- 2016年（平成28年）
  - 4月 - キャンパスを東京・丸の内へ移転
  - 10月 - SBI大学院大学金融研究所を設置
- 2018年（平成30年）4月 - 開学10周年
- 2021年（令和3年）4月 - キャンパスを東京・六本木へ移転。SBI大学院大学金融研究所を再編（SBI金融経済研究所㈱へ移管）

## 組織

### 研究科
- 経営管理研究科
  - アントレプレナー専攻（専門職学位課程）（通信教育）

## 運営法人
- SBI大学院大学の運営は、学校法人SBI大学が行っている。

- 法人概要
  - 所在地：〒106-6021 東京都港区六本木1-6-1 泉ガーデンタワー21階

## 関係者

### 著名な教員
- 上田亮子
- 福田淳一

### 出身者
- 佐藤仙務 - 実業家、教員

## 公式サイト
- SBI大学院大学